# Augustusschacht

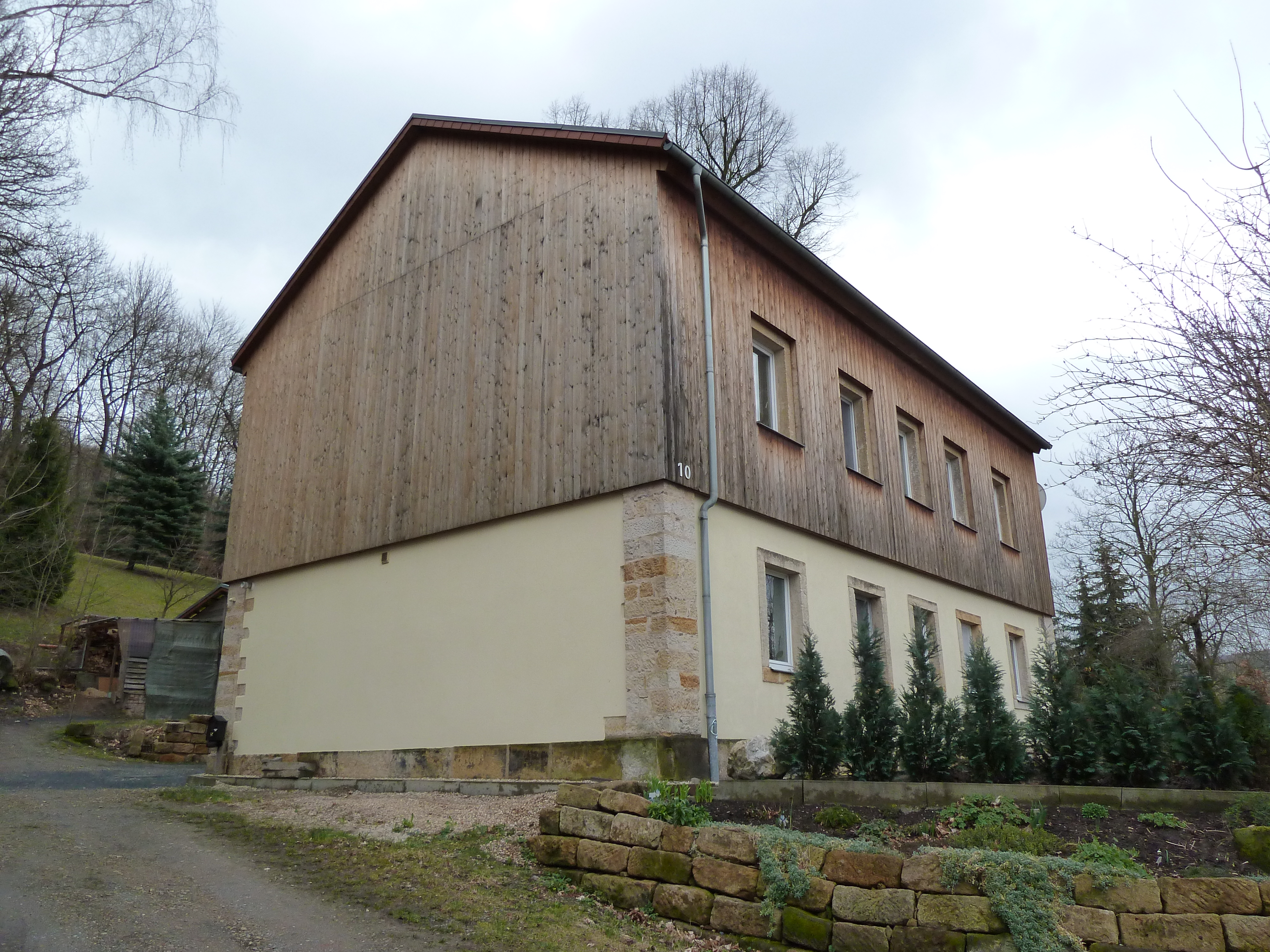
Beamtenwohnhaus und Kohlenschreiberei (2014)

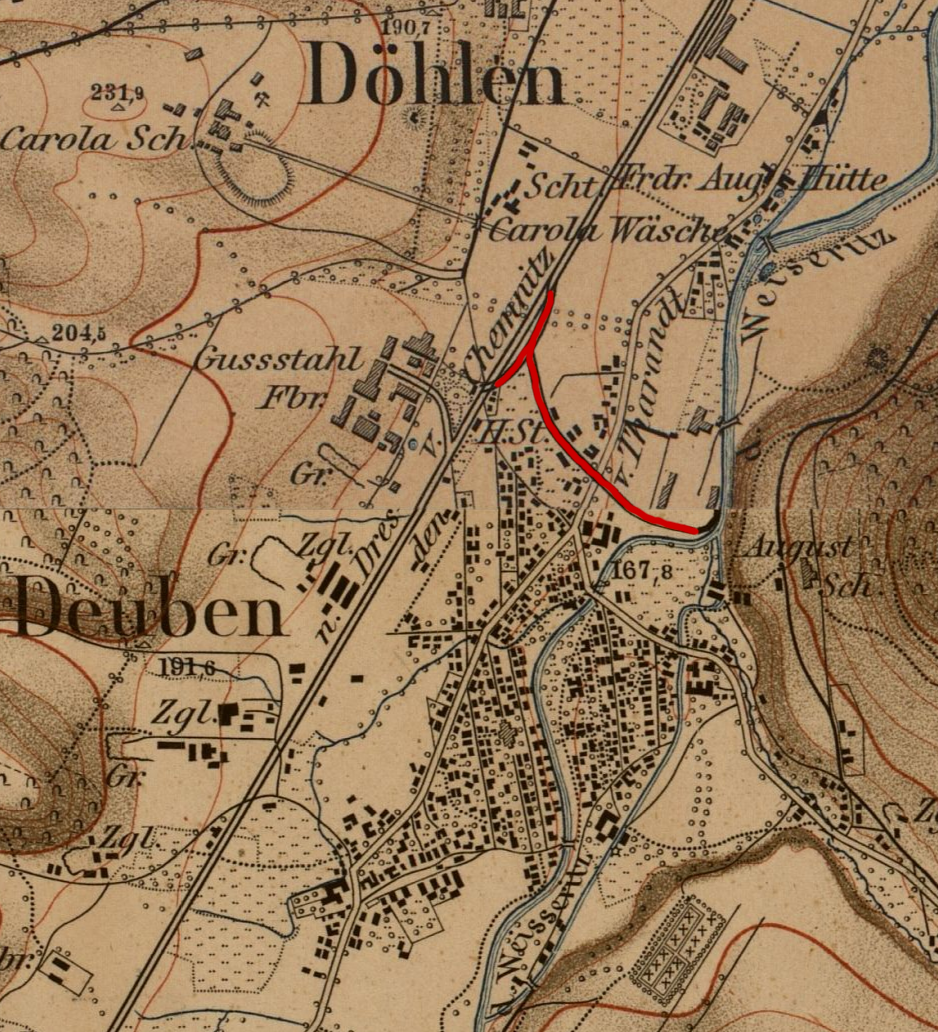
Karte der Deubener Kohlebahn zum Augustusschacht (Äquidistantenkarte, 1881)

Der Augustusschacht war eine Steinkohlengrube der Freiherrlich von Burgker Steinkohlen- und Eisenhüttenwerke. Der Schacht lag im zentralen Teil der Steinkohlenlagerstätte des Döhlener Beckens im sogenannten Unteren Revier am Fuß des Windbergs auf Deubener Flur.

## Geschichte
Die Freiherrlich von Burgker Steinkohlen- und Eisenhüttenwerke begannen 1846 mit dem Teufen des Schachtes. Der bei 210,6 m ü. NN angesetzte Schacht erreichte 1849 eine Teufe von 345,60 Metern. Ab 271,6 Meter wurde das 1. Flöz mit einer Mächtigkeit von 4,00 Metern durchteuft. Bei 275,64 m wurde die 1. Sohle angeschlagen. Das bei 277,60 Meter durchteufte 2. Flöz hatte eine Mächtigkeit von 1,50 Metern. Bei 282 Metern wurde das 3. Flöz mit einer Mächtigkeit von 1,30 Metern und bei 300 Metern das 4. Flöz mit einer Mächtigkeit von 0,20 Metern durchteuft. Das 3. und 4. Flöz besteht nur aus einer Brandschieferlage.
Der Schacht befindet sich auf dem Augustusschächter Sattel. Von hier aus fallen die Flöze nach Südosten und Nordwesten ein. Um das 1. Flöz auszurichten wurde in einer Teufe von 308,42 Metern ein Querschlag nach Südost und in 342,72 Metern Teufe ein Querschlag nach Nordwest aufgefahren. Der Schachtsumpf wurde mit einer Teufe von 345,60 m angelegt. Im Südosten wurde die Augustusschächter Verwerfung angefahren. Die Sprunghöhe beträgt 52 Meter. Schon vor der Verwerfung hatte man die Bauwürdigkeitsgrenze mit einer Flözmächtigkeit von nur noch einem Meter erreicht. Auch im Westfeld sank die Flözmächtigkeit auf 0,80 Meter ab.
Zur Entwässerung des Grubenfeldes schuf man 1847 eine 160 Meter lange Rösche, die ihr Mundloch am rechten Ufer der Weißeritz an der Mündung des Poisenbaches hatte. Den Schacht erreichte sie in einer Teufe von 38,8 m. Ab 1849 überführte man über die Rösche die gesamte Kohleförderung zum Kohlesortierplatz links der Weißeritz. Die Kohleexpedition erhielt am 2. April 1856 über die Deubener Kohlenbahn einen Anschluss an die Strecke der Albertsbahn AG (Dresden–Tharandt).
Im Jahr 1852 erreichte man den Durchschlag zum benachbarten Wilhelminenschacht. Als Fahrung für die Mannschaft diente nun die Tagesstrecke Unteres Revier in Burgk, wo sich auch das Huthaus der Burgker Werke befand.
Bei einer Schlagwetterexplosion kam 1855 ein Bergmann ums Leben.
Im Jahr 1857 errichtete man eine Gaserzeugungsanlage für den Eigenbedarf. Zur Fahrung der Belegschaft wurde 1871 eine Fahrkunst in Betrieb genommen. Sie war die einzige Fahrkunst einer Steinkohlengrube im Döhlener Becken. Im Gegensatz dazu wurde auf dem Dippoldschacht das Gestänge der Pumpenkunst als Fahrkunst verwendet. Danach wurde die Fahrung über die Tagesstrecke Unteres Revier eingestellt und hier ein Radialventilator der Bauart Guibal eingebaut. Der Augustusschacht diente als einziehender Schacht. Zur besseren Abstimmung der Wetterführung wurde zwischen dem Augustusschacht und der Lüfterstation eine Telegraphenleitung errichtet.
Von 1848 bis 1873 baute man für den Eigenbedarf der Burgker Werke das in 26 Metern Teufe liegende Kalkflöz ab. Das genutzte Flöz hatte eine Mächtigkeit von maximal zwei Metern, wovon aber nur etwa 0,80 Meter nutzbar waren. Das gesamte Ausbringen an Kalk betrug 62.940 Scheffel, die vor Ort im Poisental gebrannt wurden. Der Kalk war reich an Fossilien, er enthielt Versteinerungen von Reptilien und Amphibien. Bemerkenswert ist das Vorkommen von Branchiosaurus amblystomus, die von Hermann Credner erstmals wissenschaftlich beschrieben wurden.
Nach Erschöpfung der Vorräte wurde die Förderung am 28. November 1893 eingestellt und der Schacht abgeworfen. 1894 wurde der Schacht in einer Teufe von 126 Metern verwölbt und die über dem Gewölbe liegende Schachtröhre verfüllt. Nach dem Abriss der Tagesanlagen blieb nur das Beamtenwohnhaus auf der Rotkopf-Görg-Straße 28 erhalten. Es dient Wohnzwecken. Die Gesamtfördermenge über die Betriebszeit betrug 2.290.825 Tonnen.

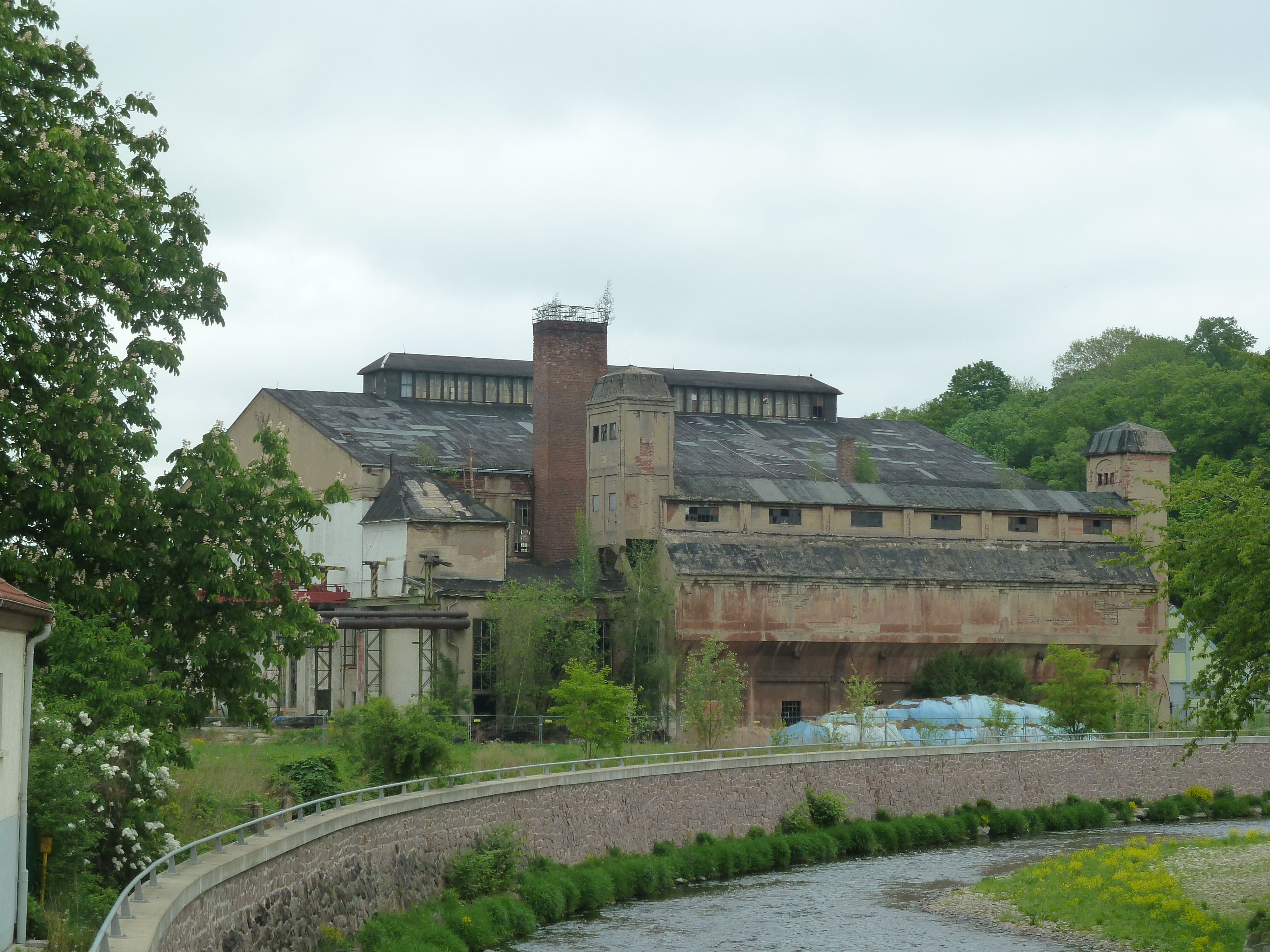
Elektrizitätswerk für den Plauenschen Grund (2012)

Auf dem Gelände der Kohlenwäsche und der Kohlenexpedition entstand das Elektrizitätswerk für den Plauenschen Grund, das am 16. August 1896 in Betrieb ging. 1929 wurde das Kraftwerk stillgelegt, aber nicht abgerissen. Bis 1974 dienten die Anlagen noch der Energieversorgung der Straßenbahn und der Deubener Güterbahn. In den Jahren 2012 und 2013 wurden die ungenutzten Gebäude abgerissen.
Im Jahr 1993 wurde die Rösche von der Bergsicherung über ein Gesenk aufgewältigt und die in einer Kleingartenanlage liegende Schachtröhre im Niveau der Rösche verwahrt.
Am 18. Juni 2022 kam es in der Kleingartensparte „Rotkopf Görg“ zu einem Tagesbruch im Bereich der Schachtröhre. Eine Fläche von etwa zehn mal zehn Metern sackte mehrere Meter tief ab. Dabei wurden unter anderem zwei Lauben zerstört.